# Nemacladus tenuis
Nemacladus tenuis är en klockväxtart som först beskrevs av Mcvaugh, och fick sitt nu gällande namn av Nancy Ruth Morin. Nemacladus tenuis ingår i släktet Nemacladus och familjen klockväxter.

## Underarter
Arten delas in i följande underarter:
- N. t. aliformis
- N. t. tenuis